# 레옹 도데
레옹 도데(Léon Daudet)는 프랑스의 작가, 저널리스트, 정치인으로, 1867년 11월 16일 파리 4구에서 태어나 1942년 6월 30일 향년 74세로 생레미드프로방스(부슈뒤론)에서 사망하였다.
공화파였다가 추후 왕당파로, 반드레퓌스파로, 성직자 지지의 민족주의자로 전향한 레옹 도데는 1919년부터 1924년까지 파리 하원의원이었으며, 악시옹 프랑세즈의 주요 인물 가운데 하나이자, 운동 신문들 가운데 가장 잘 알려진 편찬자이다.
레옹 도데는 수많은 작품들을 집필했다. 300권이 넘는 작품이 BNF 카탈로그에 목록화되었다. 그는 총 6권 구성으로 1880년부터 1921년까지 <회상록Souvenirs>을 저술한 회상록 작가이기도 하다. 마르셀 프루스트는 이 작품을 두고 "엄청난 회상록"이라고 말했으며, "생시몽과 레옹 도데는 유사한 점이 많다. 둘은 마치 서로가 교체된 것처럼 정말 유사했는데, 둘 다 비슷한 성공을 거뒀으며, 잔혹한 초상을 훌륭하게도 그리는 한편, 부드럽고, 존경받을만 하고, 귀족적인 초상 역시 그려냈다."라고 첨언한다.

## 공화국부터 반드레퓌스주의까지
레옹 도데는 작가 알퐁스 도데와 쥘리아 도데 사이의 장남으로 태어났다. 형제자매로는 뤼시앵 도데와, 훗날 앙드레 제르맹 부인이 되는 에드메 도데가 있다. 아버지 알퐁스 도데는 명망있는 작가이기도 했으나 또한 쾌활하고 따스한 인간으로, 많은 친구들이 있었다. 도데 부인의 목요일 모임에는 수많은 문화계 인사들이 참석했다. "가장 뛰어난 예술가들을 향해 길을 방랑하기 시작할 무렵부터, 유명 작가의 아들로서 인간 전형에 대한 단순한 취향만이 아닌 열정을 지녔던 나는 많은 이들과 교우를 가졌다." 레옹은 어린 시절부터 가끔가다 집에 방문하던 귀스타브 플로베르나, 거의 도데 가족 구성원이라고 할 수 있을 정도로 드나든 에드몽 드 공쿠르같은 작가, 저널리스트들과 자주 교우하게 된다. 모리스 바레스, 에밀 졸라, 에두아르 드뤼몽, 기 드 모파상, 에르네스트 르낭, 아르튀르 메예, 강베타 등의 인물들은 레옹의 어린 시절 기억 속 강한 인상을 남겼다. 레옹은 무명 시절의 젊은 마르셀 프루스트와도 친구였다.